# Comuna Rudkivka, Bobrovîțea
Rudkivka (în ucraineană Рудьківка) este o comună în raionul Bobrovîțea, regiunea Cernihiv, Ucraina, formată din satele Homivți, Konoșivka și Rudkivka (reședința).

## Demografie
Componența lingvistică a comunei Rudkivka
     Ucraineană (96,84%)
     Rusă (2,3%)
     Alte limbi (0,07%)
Conform recensământului din 2001, majoritatea populației comunei Rudkivka era vorbitoare de ucraineană (96,84%), existând în minoritate și vorbitori de rusă (2,3%).